# Czyja to piosenka?
Czyja to piosenka? (bułg. Чия е тази песен?) – bułgarsko-belgijski film dokumentalny w reżyserii Adeli Peewej z 2003 r.
Autorka filmu bada historię znanej z dzieciństwa ludowej piosenki. Na jednym ze spotkań w gronie osób pochodzących z różnych krajów bałkańskich usłyszała, że każdy przyznaje, że to piosenka z jego kraju. Podążając śladem tej piosenki dowiaduje się, że Turcy uznają ją za turecki marsz wojenny, noszący tytuł Katibim. W greckiej Mytilene znana jest pod tytułem Apo xeno topo (Z obcego miejsca). Za tradycyjną pieśń albańską uznają ją mieszkańcy Korczy. W Bośni jest uważana za pieśnią religijną, noszącą tytuł Zašto suza u mom oku. Derwisz ze Skopje określa tę pieśń jako macedońską, przerobioną w Sarajewie. W okolicach Prilepu miejscowa ludność określa ją jako utwór o wiejskiej dziewczynie Paco Drenowczance. Bułgarzy określają ją jako hymn powstańców ze Strandży. Wśród Serbów piosenka jest znana pod tytułem Dva goluba (Dwa gołębie).
W serbskim Vranje dźwięki piosenki w wersji bośniackiej wywołują oskarżenie o kradzież tradycyjnej serbskiej piosenki i prowokują zachowania agresywne. Tylko jeden spośród rozmówców - muzykolog Ilia ze Skopja jednoznacznie stwierdza, że rytm piosenki jest odmienny od macedońskich pieśni ludowych i nie pochodzi z jego kraju.
Klasyczny film o bałkańskiej wielokulturowości, która w każdej chwili może stać się zarzewiem konfliktu.

## Nagrody i wyróżnienia
- 2003: Nominacja w kategorii najlepszego filmu dokumentalnego Europejskiej Nagrody Filmowej.
- 2003: Specjalna nagroda jury na Festiwalu Filmów Animowanych i Dokumentalnych w Sofii.
- 2004: Nagroda FIPRESCI na Festiwalu Filmów Dokumentalnych i Animowanych w Bobmaju.